# Valle de Aosta Vivo
Valle de Aosta Vivo (Vallée d'Aoste Vive) (VdAV) fue un partido político italiano socioliberal del valle de Aosta. Fue fundado el 4 de diciembre de 2005 como escisión del ala izquierda de Unión Valdostana (UV), y su líder era Roberto Louvin.
En las elecciones generales de 2006, RV fue miembro de la coalición Autonomía Libertad Democracia (ALD), junto con Demócratas de Izquierda (DS), Democracia es Libertad-La Margarita (DL), Renovación Valdostana (RV), Adelante Valle, el Partido de la Refundación Comunista, la Federación de los Verdes y otros partidos menores. ALD obtuvo un diputado, Roberto Nicco (DS), y un senador, Carlo Perrin. 
En las elecciones regionales de 2008 VdAV formó una lista conjunta con Renovación Valdostana (RV), logrando la lista el 12,5% de los votos y 5 diputados regionales (de 35), de los cuales 3 eran de RV. Sin embargo ALD fue duramente derrotado por Valle de Aosta Autonomía Progreso Federalismo (APF).
En febrero de 2010, VdAV acordó fusionarse en un nuevo partido llamado Autonomía Libertad Participación Ecología (ALPE), junto con RV, Alternativa Verde (AVdA) y otros grupos de centro-izquierda.
- Datos: Q1060333